# O Chinês Americano
O Chinês Americano (título original em inglês:American Born Chinese) é uma graphic novel escrita pelo renomado autor Gene Luen Yang e publicada pela editora Henry Holt & Company e no Brasil pela editora Quadrinhos na Cia. Foi o primeiro álbum de quadrinhos a ser indicado ao National Book Award, um dos maiores prêmios literários do mundo. Venceu o Michael L. Printz Award no ano de 2007,  prémio literário dado pela American Library Association para melhor livro escrito para adolescentes.
O livro narra três histórias paralelas.  Uma sobre um imigrante chinês na América, outra sobre um garoto americano que nas ferias é visitado pelo primo chinês. As duas histórias são completadas pela recriação da lenda do Rei Macaco.

## Enredo
Numa história, o personagem Jin Wang, que veio da China para viver nos Estados Unidos, vive um período de adaptação à nova realidade, visto que as culturas dos dois país são diferentes. Vive no isolamento e sujeito à ignorância, chegando mesmo a ser rejeitado pelos colegas da escola, nomeadamente por Peter Garbinsky, devido a atitudes de preconceito em relação à cultura do país de onde imigrou. Na classe de Jin Wang, ele não é o único asiático, existe também uma rapariga de nome Suzy Nakamura, ingressando também posteriormente outro, Wei-Chen, de quem se torna amigo.
Passado algum tempo, já adolescente, apaixona-se por Amelia Harris. Para conseguir que ela sinta algo por ele,  altera o comportamento e a sua aparência, ajustando o corte de cabelo. Wei-Chen ajuda o amigo na tarefa. Mais tarde Jin consegue convencê-la a saírem juntos, ao cinema, mas no encontro nada acontece.
Após algumas peripécias, numa noite, quando ia dormir, ele pede para se tornar um tipo americano. Na manhã seguinte, o desejo foi concretizado, ficando com o novo nome de Danny.
Na outra história do livro, o estudante americano recebe a visita do primo Chin-Kee, que representa o pior dos estereótipos do povo chinês. Todos os anos, a visita de Chin-Kee causa constrangimento para Danny, provocando a trocar de escola e o recomeço da sua via cada temporada que o primo é recebido.
E para amarrar essas duas narrativas, o autor reinventa uma antiga lenda chinesa: nas mãos de Gene Luen Yang, a tradicional história do Rei Macaco que, ao ser rejeitado pelos deuses, decide renegar a própria natureza e tornar-se um homem, ganha uma roupagem moderna, surpreendente e original.
A historia começa quando o Rei Macaco foi rejeitado na festa dos deuses, por isso ele bateu em todos e depois voltou para sua casa na "Montanha das Flores e Frutas" enfurecido. No dia seguinte, ele fez uma lei que todos os macacos tinham que usar sapato e ele ficou isolado treinando para ter as quatro principais disciplinas da invulnerabilidade e as quatro principais disciplinas da forma física. Quando ele saiu, foi condenado por invadir o céu e foi sentenciado a pena de morte, mas como já tinha conseguido os principais poderes do Kung Fu, ele mudou seu nome para O Grande Sábio. Ele foi para cada um dos que o sentenciaram para bater neles, por isso eles chamaram Tze-Yo-Tzuh, para conter o rei macaco. O rei ficou desafiando ele, mas sempre perdia, até Tze aprisionar o rei de baixo de pedras.
Wong-Lai-Tsao era um monge que foi escolhido para ir até o rei, com três discípulos. Ao chegar ao rei eles ficaram discutindo porque o rei não conseguia sair do monte, então chegaram dois demônios e feriram gravemente o monge. Motivado pelo sofrimento do monge ele saiu do monte, derrotou os demônios e salvou monge.